# Dimetylfumarat
Dimetylfumarat (DMF) är en ester av α,β-omättad typ. Ämnet är en ester mellan metanol och den organiska syran fumarsyra. Det är ett vitt, fast ämne som smälter strax över 100° C, och som lätt förångas i rumstemperatur. Lukten är stark och oangenäm, påminnande om vissa mögeltyper. Det kan vara irriterande i kontakt med hud och ögon, och kan orsaka eksem.

## Användningsområden
DMF används i tablettform som bromsbehandling vid multipel skleros, bl.a. under namnet Tecfidera®. DMF har använts vid behandling av psoriasis, dock inte i Sverige. Det används flitigt som konserveringsmedel mot mögelangrepp i lädervaror, men även i kläder och prydnadsväxter. Särskilt används dimetylfumarat i Kina. Medlet används för att produkten som ska skyddas inte ska fördärvas under lagring eller transport i fuktiga miljöer.

## Hälsoeffekter
Dimetylfumarat är en mycket kraftigt allergiframkallande, t.o.m. vid låga koncentrationer. Det orsakar ett eksem som är svårbehandlat. Det finns överhuvudtaget få substanser som är så kraftigt sensitiserande.
Dess allergiframkallande egenskaper upptäcktes genom "giftsoffor", i vilka en kinesisk tillverkare hade placerat små påsar av dimetylfumarat för att förhindra mögelutveckling under transport. Dessa soffor såldes i Finland under 2006 - 2007, och orsakade svåra hudutslag hos ett sextiotal personer som var köpare till dessa soffor. Orsaken var dimetylfumarat, och detta identifierades av läkaren Tapio Rantanen. Nyheten blev ämne för förstasidan på julinumret av British Journal of Dermatology år 2008.

## Förbud inom EU
Sedan 2009 är dimetylfumarat förbjudet att använda inom EU. Förbudet innebär bland annat att produkter som innehåller dimetylfumarat i halter högre än 0,1 mg/kg ska dras tillbaka från marknaden och återkallas från konsumenter. År 2010 lämnade Frankrike in ett förslag till ett permanent förbud för antimögelmedlet dimetylfumarat inom EU. Ett permanent förbud är på gång och förväntas träda i kraft 2012.
På grund av förbudet förekommer dimetylfumarat idag i Europa mest på direktimporterade produkter.